# Loxorhynchus grandis
Loxorhynchus grandis — вид крабів родини Epialtidae.

## Поширення
Вид поширений на сході Тихого океану біля узбережжя Каліфорнії (США та Мексика).

## Опис
Карапакс завдовжки до 17 см у самців, та до 11 см у самиць. Самці також мають більші клешні та довші ноги. Молодь прикриває свій панцир водоростями та кнідаріями, що сховатися від хижаків.

## Спосіб життя
Хижак. Живиться рибою, кальмарами, падаллю. Зимує на глибині. На початку весни мігрує на мілководдя. Не є соціальним видом, але у весняний сезон розмноження можна побачити дорослих самиць, оточених кількома дорослими самцями.
Оскільки самиці можуть зберігати сперму протягом тривалого часу, вони можуть продовжувати запліднювати яйця навіть за відсутності самців. Самиця протягом сезону розмноження відкладає 125000-500000 ікринок.